# Vulpes vulpes beringiana
Vulpes vulpes beringiana es una subespecie de  mamíferos carnívoros  de la familia Canidae.

## Distribución geográfica
Se encuentra en el Estrecho de Bering (noreste de Siberia, Rusia).